# Lorenzo Porzio
Lorenzo Porzio (Roma, 24 agosto 1981) è un musicista e canottiere italiano.

## Biografia Musicista
All’età di 7 anni inizia lo studio del pianoforte e parallelamente a 11 anni quello dell’organo sotto la guida dell’organista e compositore Lorenzo Ronci, perfezionandosi in seguito al Conservatorio di Santa Cecilia con il M° Federico Del Sordo.
Dal 1996 ad oggi è organista stabile della Basilica del Sacro Cuore Immacolato di Maria ai Parioli (Roma).
Dal 1997 al 2011 continua l’attività di pianista perfezionandosi con i Maestri Biagio Andriulli e Andrea Sammartino e con Giovanni Scaramuzza e Gino Nappo presso il Conservatorio di Santa Cecilia (Roma).
Ha studiato Composizione con il M° Marco Persichetti, laureandosi nel 2014 con il massimo dei voti in Composizione presso il Conservatorio di Santa Cecilia in Roma, sotto la guida del M° Francesco Telli.
Parallelamente intraprende la carriera di direttore d’orchestra studiando con i Maestri Francesco Carotenuto, Carlo Tenan e Marco Boemi, perfezionandosi nelle masterclass tenute dal M° Piero Bellugi.
Dal 2000 ad oggi svolge attività di concertista solista, maestro accompagnatore e direttore d’orchestra nelle più prestigiose sedi, teatri, auditorium e basiliche italiane ed estere, collaborando con l’Accademia Nazionale di Santa Cecilia, il Teatro dell’Opera di Roma, Orchestra Nova Amadeus, Filarmonica di Civitavecchia, Rome Chamber Ensemble, Orchestra Filarmonica di Roma, I Musici di Parma, Orchestra Sinfonica Carlo Coccia di Novara, MAV Symphony Orchestra di Budapest, l’Orchestra del Madlenianum Opera & Theater di Belgrado, Coro Accademico Romano, St Paul’s Choir, Coro Città di Roma, Coro “Le Mille e una Nota”, Accademia Vocale Romana ed altri.
Dal 2003 è chiamato in Vaticano a suonare l’organo nella Basilica Papale di San Pietro e a tenere concerti nella Cappella Sistina, Sala Raffaello, Casina di Pio IV nei Giardini Vaticani, Chiesa del Governatorato, e nella Basilica di San Giovanni in Laterano per i 400 anni dell’apertura dei Musei Vaticani.
Dal 2004 a oggi ha scritto ed eseguito al pianoforte e all’organo brani per trasmissioni, documentari e cortometraggi televisivi su emittenti quali: Rai 1, Rai 3, Rai International, Sky Sport, RomaUno. Nel novembre 2005 Radio Uno Rai ha trasmesso la sua “Rapsodia Orientale (pensando a Pechino)” da lui stesso eseguita.
Nel maggio del 2006 debutta come compositore all’Auditorium Parco della Musica di Roma (Sala Petrassi) in occasione della manifestazione “Com’è straordinaria la vita” condotta da Pippo Baudo.
Dal 2009 al 2010 ricopre l’incarico di Primo Assistente dell’Orchestra d’Elite del Conservatorio di Santa Cecilia.
Nel 2010 debutta a Roma alla guida dell’Orchestra Tiberina, dirigendola nuovamente in concerto nel 2011 nella Basilica dei Santissimi Apostoli (Roma).
Dal 2010 collabora con l’Accademia Nazionale di Santa Cecilia in qualità di pianista e direttore d’orchestra.
Dal 2011 al 2015 è direttore stabile dell’orchestra da camera “L’Armonica Temperanza” con la quale svolge tournée in tutta Italia.
Alla direzione di quest’ultima viene invitato ad esibirsi dalle maggiori autorità politiche ed ecclesiastiche nelle più importanti sale e basiliche della capitale (Sala della Protomoteca del Campidoglio, Sala del Coro della Cappella Sistina, Biblioteca del Senato, Biblioteca Nazionale, Basilica di Santa Francesca Romana, San Quirico e Giulitta ai Fori Imperiali, San Bartolomeo all’Isola Tiberina, S. Lucia al Gonfalone, Chiesa degli Spagnoli ai Banchi Vecchi, San Clemente, Sant’Eugenio alle Belle Arti, San Paolo entro le mura).
Nel 2012 gli viene affidato l’incarico di fondare e dirigere stabilmente l’Orchestra e il Coro del Convitto Nazionale Vittorio Emanuele II di Roma in qualità di professore esterno, ruolo che ricopre tutt’ora.
Nei due anni successivi figurano i prestigiosi concerti tenuti presso il Duomo di Orvieto e l’Auditorium San Domenico di Narni (trasmessi da RAI 1 e presentati dall’attrice Barbara De Rossi) nell’ambito del Narnia Festival.
Nel gennaio 2014 debutta all’Auditorium Seraphicum di Roma e al Teatro Magnani di Fidenza (Parma) con l’Orchestra Filarmonica di Roma facendo registrare il tutto esaurito.
Nel luglio 2014, nell’ambito del Narnia Festival, dirige all’Auditorium San Domenico il soprano Katia Ricciarelli e debutta al Teatro Manini di Narni con il Don Giovanni di Mozart in due serate che registrano il tutto esaurito. Seguiranno, nei due anni successivi, i grandi successi ottenuti con il Così fan tutte e Le Nozze di Figaro completando così la trilogia di Mozart – Da Ponte.
Lavora con importanti registi come Maria Rosaria Omaggio, Cesare Scarton, Paolo Baiocco, Andrea Del Giudice, Sergio Basile, Enrico Vanzina etc.

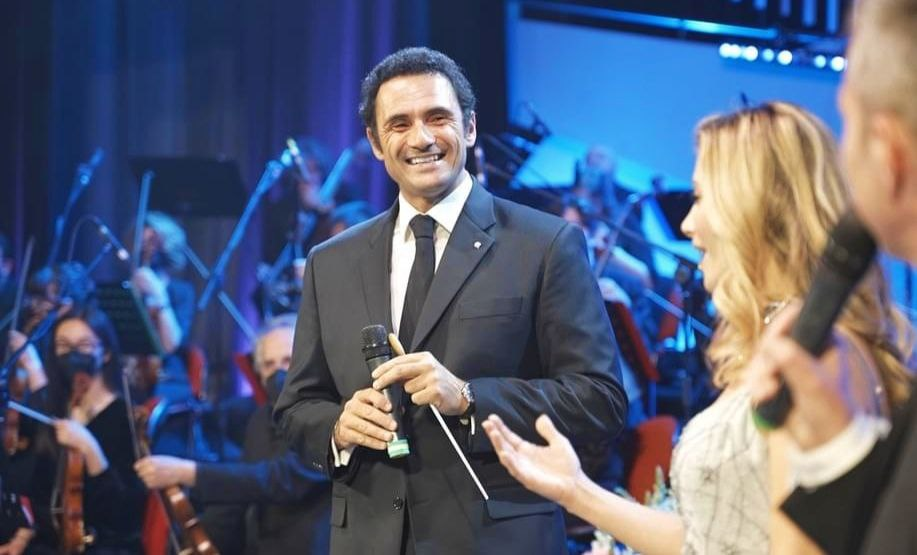
Lorenzo Porzio dirige al teatro Ariston di Sanremo

Nel dicembre del 2015 e 2016 dirige per il CONI la Messa-Concerto di Natale per Coro e Orchestra nella Basilica Papale di San Pietro alla presenza di oltre 3000 persone.
Nell’ottobre del 2016 debutta come compositore alla Carnegie Hall di New York.
Nel luglio del 2017 dirige in diretta su Rai Uno la Messa-Concerto dalla Cattedrale di Narni in occasione della sesta edizione del Narnia Festival.
Nel dicembre del 2018 debutta come direttore al Teatro Nuovo di Spoleto per il Festival Invernale di Spoleto.
È il primo direttore d’orchestra a tenere un concerto sinfonico nel Salone d’Onore del CONI (febbraio 2014) e a dirigere la Fanfara dei Bersaglieri di Roma “Nulli Secundus” in occasione dell’evento “Luci della Storia su Porta Pia” (settembre 2016).
Dal luglio 2014 ricopre la carica di Direttore Musicale del Narnia Festival, grande kermesse artistica premiata dall’edizione 2015 al 2021 dal Presidente della Repubblica Sergio Mattarella con la “Medaglia del Presidente” per alti meriti artistici e culturali. 
Da gennaio 2016 è il direttore stabile dell’Orchestra Filarmonica Città di Roma 
Nel marzo del 2019, come direttore d’orchestra, debutta alla Carnegie Hall di New York e nel dicembre dello stesso anno all’Auditorium Parco della Musica di Roma facendo registrare sempre il tutto esaurito.
Dal 2020 è il Direttore Musicale della rassegna “Musica su Roma”.
Nel 2021-2022 è in tournée in Europa (Ungheria, Serbia, Croazia, Repubblica Ceca ecc.) con l’Orchestra Sinfonica MAV di Budapest e l’Orchestra del Madlenianum Opera & Theater di Belgrado.

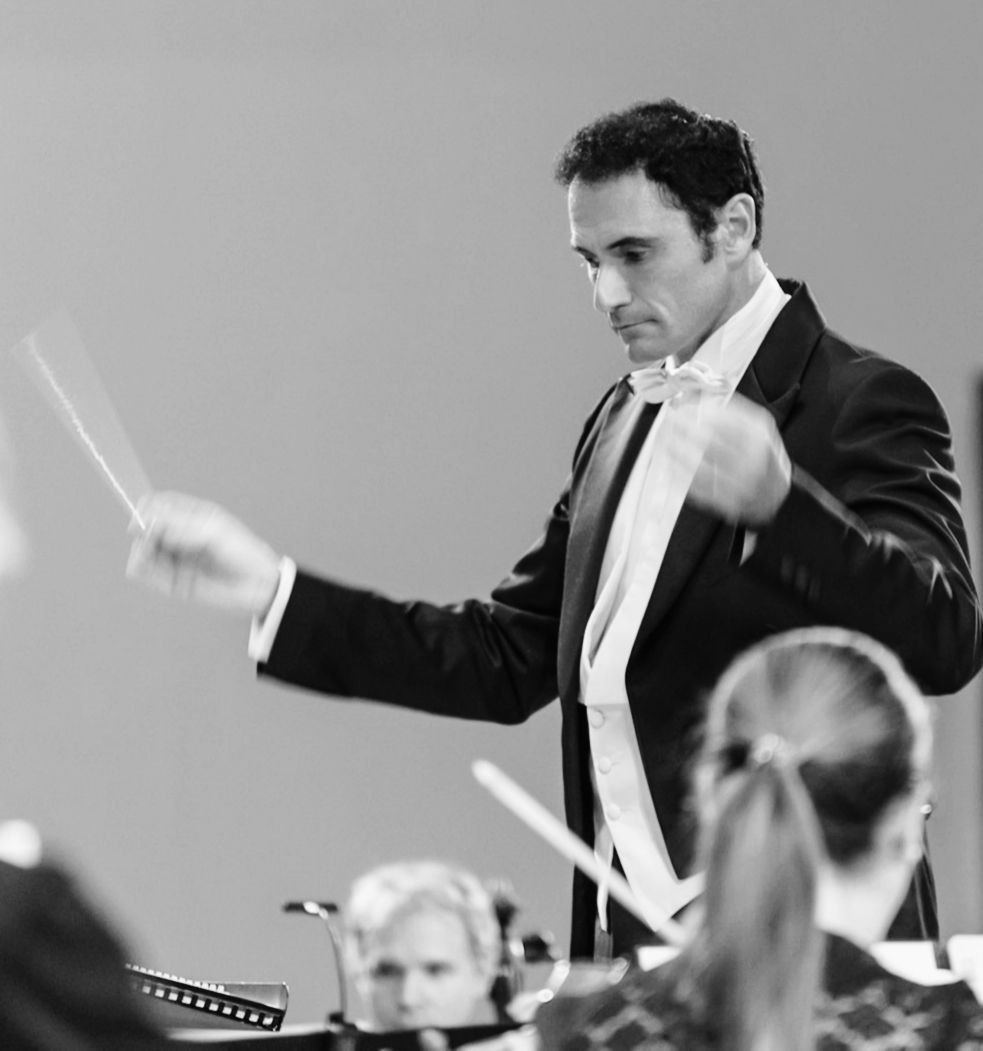
Lorenzo Porzio in tournée con l'Orchestra Sinfonica MAV di Budapest.

Nel 2022, su commissione del Presidente Novella Calligaris, scrive l’inno ufficiale dell’Associazione Nazionale Atleti Olimpici e Azzurri d’Italia debuttando in prima assoluta nel mese di maggio al Teatro Ariston di Sanremo.
Nello stesso mese è membro di giuria al concorso Sanremo Junior al Teatro Ariston.

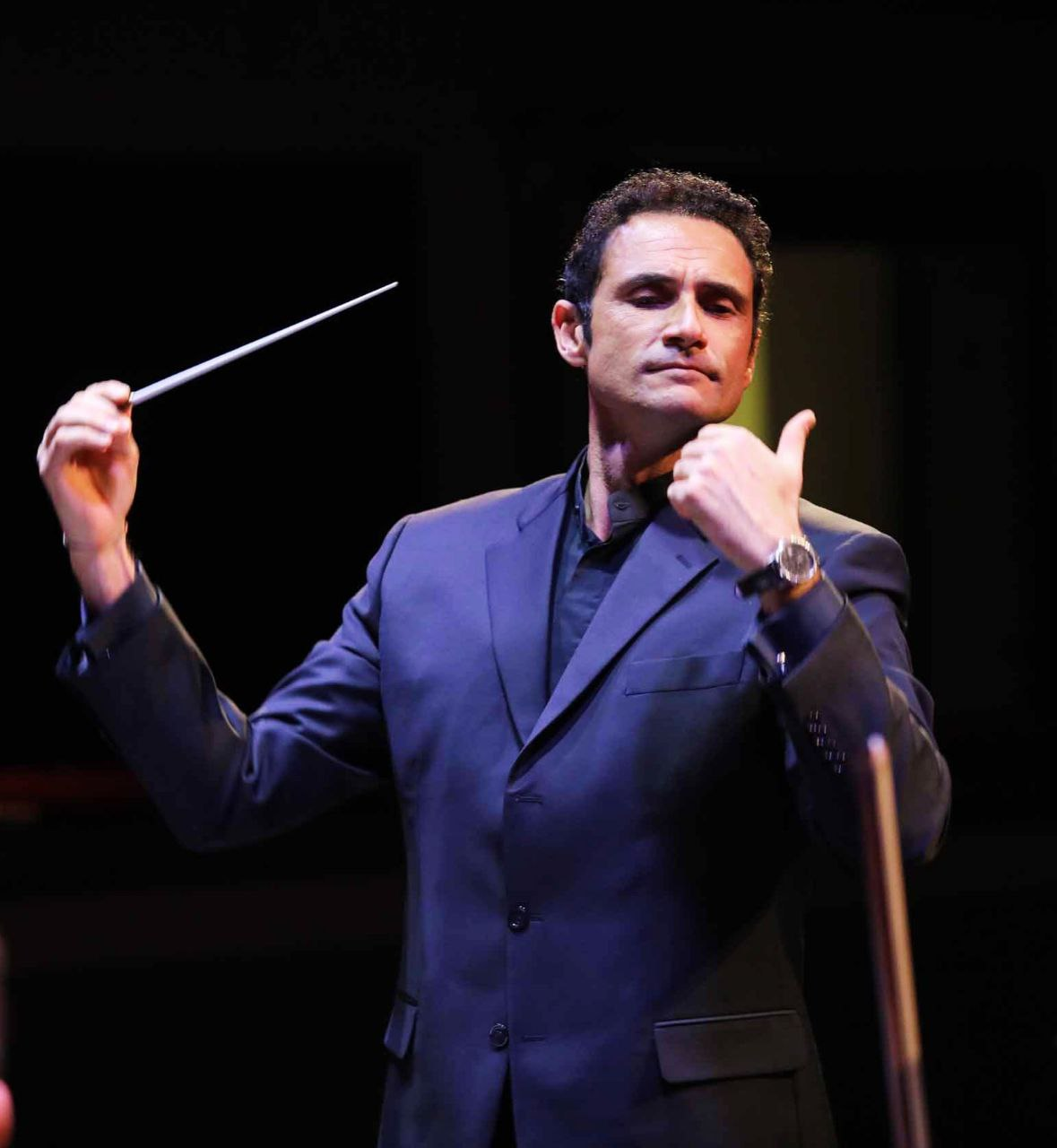
Lorenzo Porzio dirige l'Orchestra Filarmonica Città di Roma al Narnia Festival 2022

Nei suoi prossimi impegni 2022-2023 si segnalano i concerti al Teatro dei Ginnasi per la rassegna “Musica su Roma”, al Narnia Festival 2023, alla Carnegie Hall di New York e la tournée in America, Europa, Cina e Giappone.
Lorenzo Porzio incide per le etichette Diva Production, Eden Editori e ProMu. È in uscita il suo nuovo CD, “Fantasia Italiana II” con l’Orchestra Serba del Madlenianum.
È vincitore di innumerevoli premi: Leone d’Argento alla carriera, Premio Simpatia del Comune di Roma, Medaglia d’Argento e di Bronzo al valore atletico, Diploma d’Onore del CONI, Premio Enrico Toti, Premio USSI, Premio Convictus, Ulivo d’Oro alla carriera, Premio Agensport, Premio all’Eccellenza del Rotaract, GEF Sport Award della Città di Sanremo ed altri.
Lorenzo Porzio è socio onorario e benemerito dei più importanti Club ed Istituzioni Nazionali (Azzurri d’Italia, Federazione Italiana Canottaggio, Circolo Canottieri Aniene, Rotary Club etc.)
Dal novembre 2014 Lorenzo Porzio è testimonial dell’UNICEF.
Per i suoi meriti, il Presidente della Repubblica Carlo Azeglio Ciampi gli ha conferito l’onorificenza di “Cavaliere della Repubblica”.

## Altre attività

### Biografia Atleta
Intraprende l’attività sportiva a livello agonistico nella disciplina del canottaggio nel 1994 presso il Circolo Canottieri Aniene di Roma.
Nel 1997 entra a fare parte della Squadra Nazionale Italiana mantenendo per 15 anni consecutivi la Maglia Azzurra.
Dal 1998 al 2011 ha partecipato a undici campionati del mondo (5 assoluti, 3 under 23 e 3 juniores), oltre ad aver conquistato molteplici medaglie nelle gare internazionali e di coppa del mondo.
Nel 2002 ha vinto il titolo di campione del mondo under 23 nel quattro con, nell’anno successivo sfiora il bis conquistando l’argento sempre nello stesso armo ai mondiali under 23.
Come componente dell’equipaggio del quattro senza, ha vinto la medaglia di bronzo alle Olimpiadi di Atene 2004.

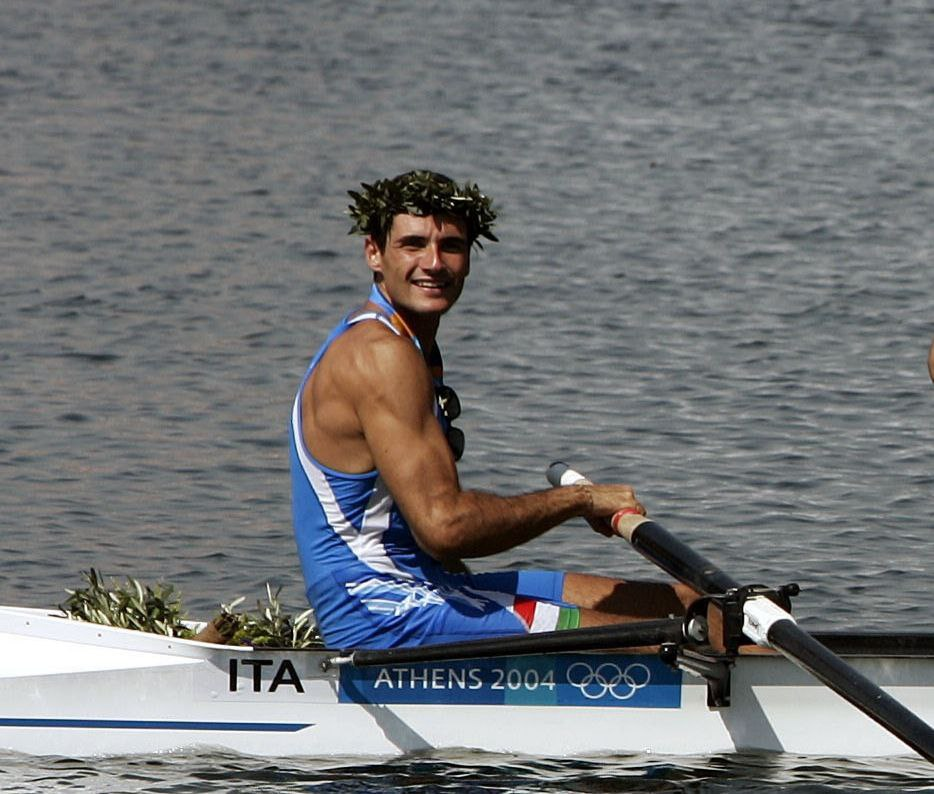
Lorenzo Porzio alle Olimpiadi di Atene 2004

Ha vinto diciotto volte il titolo di Campione d’Italia Assoluto.
Nel luglio 2009 ha vinto a Lucerna (Svizzera) la regata di Coppa del Mondo.
Chiude ufficialmente la sua carriera da professionista vincendo il suo ultimo Campionato Italiano Assoluto all’Idroscalo di Milano nel 2012.
All’attivo detiene circa 300 medaglie in gare ufficiali nazionali ed internazionali.
Tedoforo per le Olimpiadi invernali di Torino 2006, è stato eletto socio onorario e benemerito dei più importanti Club ed Istituzioni Nazionali (Azzurri d’Italia, Federazione Italiana Canottaggio, Circolo Canottieri Aniene, Rotary Club, etc.).
Dopo le Olimpiadi di Atene, è stato nominato atleta dell’anno nonché il più rappresentativo della sua provincia.
Insignito dal CONI della Medaglia d’Argento al Valore Atletico, Medaglia di Bronzo al Valore Atletico e del Diploma d’Onore è stato nominato “Cavaliere al Merito della Repubblica Italiana” dal Presidente Carlo Azeglio Ciampi.
Dal novembre 2014 Lorenzo Porzio è testimonial dell’UNICEF.
Attualmente lavora per il Circolo Canottieri Aniene ricoprendo il ruolo di responsabile e primo allenatore della squadra master.

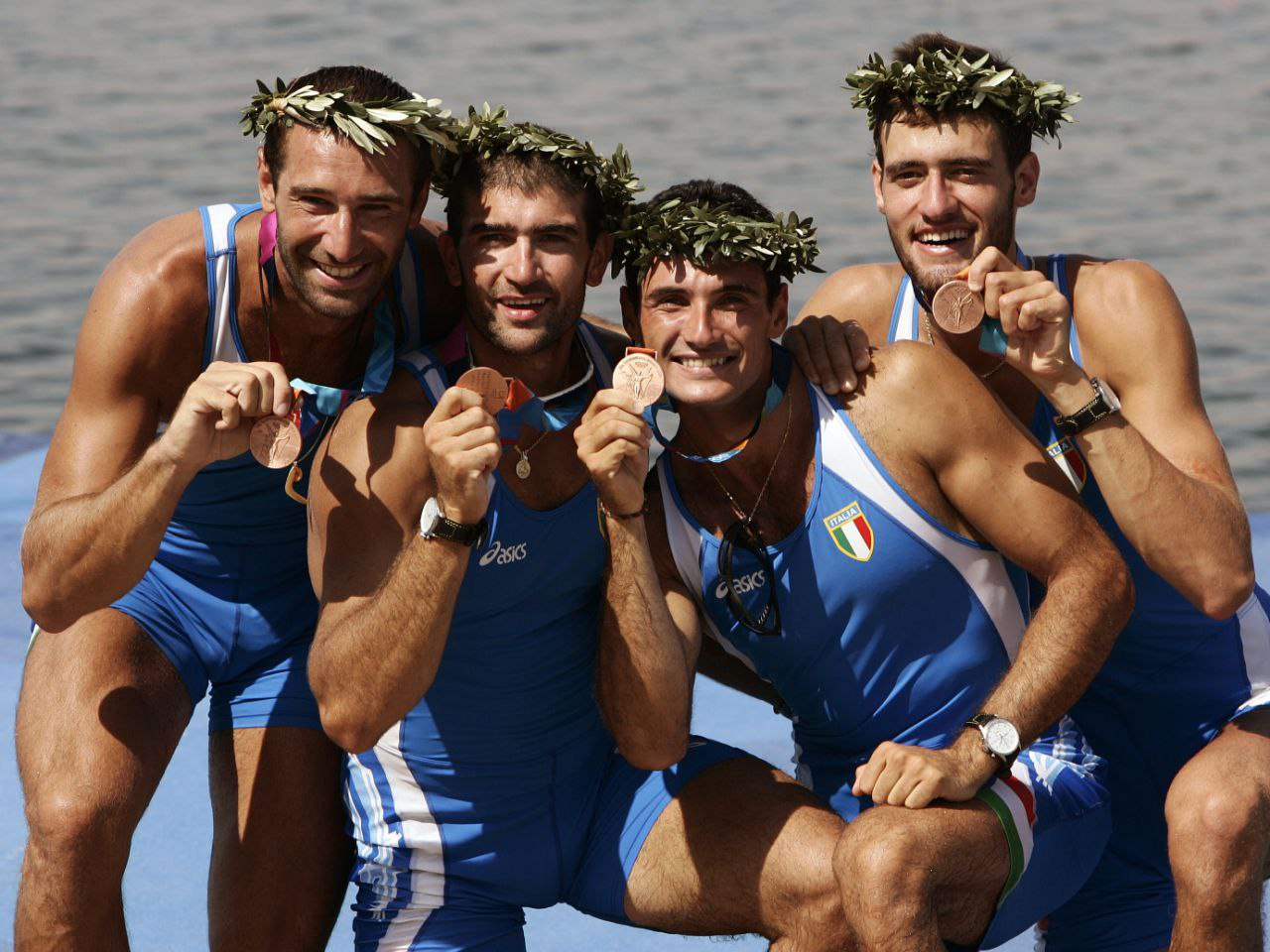
Lorenzo Porzio durante la premiazione Olimpica di Atene 2004

Parallelamente da maggio 2017 è capo allenatore e direttore tecnico della sezione canottaggio del Circolo del Ministero degli Affari Esteri (MAE).

### Telecronista
Svolge attività di telecronista Rai per commenti tecnico-sportivi a manifestazioni nazionali ed internazionali di canottaggio.

## Palmarès

### Olimpiadi
- - (quattro senza a Atene 2004)

### Mondiali under 23
- 2 medaglie:
  - 1 oro (quattro con a Genova 2002)
  - 1 argento (quattro con a Belgrado 2003)

### Coppa del Mondo e gare internazionali
- 6 medaglie:
  - 1 oro
  - 4 argenti
  - 1 bronzo

### Campionati Italiani
- 24 medaglie:
  - 18 ori
  - 4 argenti
  - 2 bronzi